# Allium auriculatum
Espèce
Allium auriculatum, plus connu sous le nom d'oignon de Kunth[réf. nécessaire], est une espèce de plante monocotylédone du genre Allium proche de l'oignon, utilisé comme condiment, notamment dans la cuisine aztèque.